# Jakub Jankto
Jakub Jankto (Praga, Txèquia, 19 de gener de 1996) és un futbolista professional txec que juga com a migcampista a l'Sparta de Praga, de la primera divisió txeca, cedit pel Getafe CF, de la lliga espanyola, i a la selecció nacional de la República Txeca.

## Carrera de club
Jankto va fitxar per l'Udinese Calcio procedent de l'Slavia de Praga el 2014 per una quantitat de 700.000 euros. Sense arribar a debutar a la lliga amb l'equip, va ser cedit a l'Ascoli Calcio, de la Serie B, el 2015.
Va debutar a la lliga professional amb l'Ascoli Calcio el 15 de setembre de 2015 en una victòria a casa per 1-0 a la Serie B contra el Virtus Entella.
El 6 de juliol del 2018, la Sampdoria va anunciar que Jankto s'havia unit al club en un acord de préstec inicial amb l'obligació de fer la transferència permanent per 15 milions d'euros. El 12 d'agost del 2018, Jankto va marcar en el seu debut amb la Sampdoria en una victòria per 1-0 a la Coppa Itàlia contra l'Viterbese. La Sampdoria més tard va fer la transferència permanent.
El 20 d'agost de 2021, Jankto va signar un contracte de dos anys amb el Getafe CF de la Lliga espanyola. El 10 d'agost de l'any següent, va tornar al seu país natal després de fitxar per l'Sparta de Praga en qualitat de cedit per un any.

## Vida personal
El 13 de febrer de 2023, Jankto va declarar públicament la seva homosexualitat a les xarxes socials, convertint-se en el primer futbolista internacional de categoria absoluta en actiu a fer-ho. La decisió de Jankto va rebre el suport de clubs de futbol, futbolistes i altres esportistes.

## Estadístiques

### Club
A l'últim partit jugat el 28 gener 2023
| Club                  | Temporada     | Lliga               | Lliga | Lliga | Copa nacional | Copa nacional | Total | Total |
| Club                  | Temporada     | Divisió             | Part. | Gols  | Part.         | Gols          | Part. | Gols  |
| --------------------- | ------------- | ------------------- | ----- | ----- | ------------- | ------------- | ----- | ----- |
| Ascoli Calcio (cedit) | 2015–16       | Sèrie B             | 34    | 5     | 1             | 0             | 35    | 5     |
| Udinese Calcio        | 2016–17       | Sèrie A             | 29    | 5     | 1             | 0             | 30    | 5     |
| Udinese Calcio        | 2017–18       | Sèrie A             | 36    | 4     | 3             | 2             | 39    | 6     |
| Udinese Calcio        | Total         | Total               | 65    | 9     | 4             | 2             | 69    | 11    |
| Sampdoria(cedit)      | 2018–19       | Sèrie A             | 25    | 0     | 3             | 1             | 28    | 1     |
| Sampdoria             | 2019-20       | Sèrie A             | 30    | 2     | 1             | 0             | 31    | 2     |
| Sampdoria             | 2020-21       | Sèrie A             | 35    | 6     | 2             | 0             | 37    | 6     |
| Sampdoria             | 2021–22       | Sèrie A             | 0     | 0     | 1             | 0             | 1     | 0     |
| Sampdoria             | Total         | Total               | 90    | 8     | 7             | 1             | 97    | 9     |
| Getafe CF             | 2021–22       | La Lliga            | 14    | 0     | 1             | 0             | 15    | 0     |
| Sparta Praga (cedit)  | 2022–23       | Primera Lliga Txeca | 10    | 1     | 0             | 0             | 10    | 1     |
| Total carrera         | Total carrera | Total carrera       | 213   | 23    | 13            | 3             | 226   | 26    |

1. ↑  Includes Coppa Italia, Copa del Rei

### Internacional
A l'últim partit jugat el 5 juny 2022
| Selecció nacional | Any   | Partits | Gols |
| ----------------- | ----- | ------- | ---- |
| República Txeca   | 2017  | 10      | 1    |
| República Txeca   | 2018  | 7       | 1    |
| República Txeca   | 2019  | 9       | 1    |
| República Txeca   | 2020  | 4       | 0    |
| República Txeca   | 2021  | 11      | 1    |
| República Txeca   | 2022  | 4       | 0    |
| Total             | Total | 45      | 4    |